# PLATO Ostrava
PLATO je městská galerie současného umění v Ostravě. Je příspěvkovou organizací statutárního města Ostravy zaměřenou na současné (vizuální) umění, aniž by budovala vlastní sbírku (tzv. městská galerie typu kunsthalle). PLATO vzniklo 1. července 2016. Jeho existenci předcházel dotační projekt v Dolní oblasti Vítkovic (2013–2016). PLATO působilo i v bývalém hobbymarketu Bauhaus v centru Ostravy (2018–2024). Definitivním sídlem galerie se v září 2022 stala zrekonstruovaná památkově chráněná městská jatka z konce 19. století v bezprostřední blízkosti bývalého hobbymarketu. O galerii zřizovanou městem usilovala ostravská kulturní veřejnost od devadesátých let minulého století.

## Výstavní prostory

### Gong a Kancelář pro umění (2013–2017)
Provizorní působiště krátce po založení příspěvkové organizace PLATO 1. 7. 2016 našla galerie v bývalém obchodu s textilem v centru Ostravy v Českobratrské ulici 14 (2017–2018), který, „trochu ironicky", nazvala Kanceláří pro umění. V době, kdy PLATO bylo dotačním projektem (2013–2016), který statutární město Ostrava schválilo sdružení právnických osob Trojhalí Karolina, působilo v prostorách Multifunkční auly Gong (galerie, dvorana) v Dolní oblasti Vítkovic a tzv. Trojhalí Karolina.

### PLATO Bauhaus (2018–2024)
Od roku 2018 do 30. června 2024[zdroj?] mělo PLATO ke svým aktivitám k dispozici téměř 5000 m² v bývalém hobbymarketu Bauhaus. Zázemí galerie (knihovna s čítárnou, bistro s navazující zastřešenou zahradou v atriu, kino, které během dne sloužilo jako relaxační zóna, stage/pódium pro koncerty nebo divadlo, prodejna, informační místo/recepce, zázemí pro vzdělávací programy a šatna), byly po dobu jednoho roku budovány společně s umělci a byly tedy jak funkčními zónami, tak uměleckými díly. V interiéru PLATO byly ponechány prvky odkazující k bývalé funkci objektu jako nápisy nebo výmalba.

### Trvalé sídlo (2022–)
Trvalým sídlem PLATO se v září 2022 stala bývalá městská jatka v centru Ostravy. Budova jatek sloužila svému původnímu účelu v letech 1881 až 1965 a od 70. let chátrala. Za kulturní památku byla v roce 1987 vyhlášena věž někdejší chladírny jatek, v roce 1994 pak celá budova. V roce 2016 se město Ostrava rozhodlo chátrající areál jatek odkoupit a v roce 2017 vyhlásilo mezinárodní architektonickou soutěž na přestavbu jatek pro účely městské galerie, z níž vzešel návrh přestavby jatek od polského studia KWK Promes Roberta Konieczného. Rekonstrukce, resp. konverze budovy začala na jaře 2020, ukončena byla v dubnu 2022. Proměna jatek na galerii se umístila v pětici finalistů European Union Prize for Contemporary Architecture – Mies van der Rohe Award 2024, získala cenu Grand Prix Architektů – Národní cenu za architekturu 2023 a Cenu Patrimonium pro futuro 2023, kterou uděluje Národní památkový ústav.

## Historie vzniku ostravské městské galerie
O vznik městské galerie v Ostravě začala usilovat umělecká obec od začátku 90. let minulého století, nejvýrazněji výtvarník Eduard Ovčáček, kurátor Jan Šmolka a grafik Zbyněk Janáček. Dále výtvarník a performer Jiří Surůvka, který například financoval symbolický objekt Základní kámen Kunsthalle, jenž vytvořil umělec Michal Kalhous a vystavil na výstavě v klubu Fiducia v roce 2004. V roce 2010 vzniklo občanské sdružení Kunsthalle Ostrava prosazující vznik městské galerie, jehož členy byli například zakladatelka nezávislého klubu Fiducia Ilona Rozehnalová, kurátoři Martin Mikulášek a Martin Klimeš nebo umělec Jiří Surůvka. V roce 2013 zastupitelstvo statutárního města Ostravy schválilo víceletý dotační projekt pro vznik městské galerie, jehož administrativním garantem se stalo zájmové sdružení právnických osob Trojhalí Karolina. (2013–2016) Vznik městské galerie coby dotačního projektu odborná veřejnost zastoupená především Kunsthalle Ostrava silně kritizovala, neboť požadovala zřízení standardní příspěvkové organizace a výběrové řízení na ředitele. Výběrové řízení nakonec Trojhalí Karolina v roce 2013 vyhlásilo. Na post uměleckého manažera byl vybrán bývalý ředitel Moravské galerie v Brně Marek Pokorný, který projekt městské galerie nazval PLATO – platforma (pro současné) umění. Trojhalí Karolina provozovalo městskou galerii v industriálních objektech v oblasti Dolních Vítkovic – v přízemí Multifunkční haly Gong a prostoru tzv. Trojhalí Karolina. Záměr zřídit městskou galerii jako příspěvkovou organizaci schválili zastupitelé statutárního města Ostravy dne 25. listopadu 2015. PLATO Ostrava, příspěvková organizace vznikla 1. července 2016 a ředitelem byl jmenován Marek Pokorný. (V rámci České republiky to bylo poprvé po 22 letech, kdy vznikla samostatná instituce zřizovaná městem, krajem či státem, která má pečovat o současné umění.) Organizace své funkce a aktivity začala naplňovat nejprve v podobě „kanceláře pro umění“ v prostorách pronajatých od městské části Moravská Ostrava a Přívoz na ulici Českobratrská 1888/14, poté coby experimentální a komunitní prostor zaujímající plochu půl hektaru v bývalém hobbymarketu Bauhaus a od roku 2022 pak trvale v rekonstruovaném areálu památkově chráněných bývalých městských jatek, jejichž podobu v roce 2017 definovala architektonická soutěž.